# 阴离子表面活性剂
陰離子表面活性劑，又稱陰離子界面活性劑，指的是溶於水後可以解離成陰離子的表面活性劑,可以帶磺基、硫酸根、羧基等官能團,屬於有機化合物。

## 性質
陰離子表面活性劑是表面活性劑的一種，有疏水的尾部和親水的頭部。它能降低水的表面張力，是一種用來清潔的產品，有乳化、起泡、增溶（使油等難以溶於水的物質的溶解度增大）等之作用。陰離子表面活性劑是在表面活性劑裏產量最大的，但不能跟陽離子表面活性劑混用，以免因爲產生沉澱而失去效用。

## 分類
陰離子表面活性劑有分兩類別：皂性清潔劑（肥皂）和合成清潔劑（非皂性清潔劑）。肥皂指的是由油或脂肪衍生出來的化合物，通常帶有羧酸基團，有悠久的歷史。而合成清潔劑是由精煉石油時產生的碳氫化合物所衍生出來的化合物，通常帶有磺酸基團或硫酸基團。

## 常見例子
陰離子表面活性劑有肥皂、烷基苯磺酸鹽、烷基磺酸酯鹽、烷基磺酸鹽、烷基硫酸鹽、烯基磺酸鹽、環烷酸鹽等種類。而常見例子有十二烷基苯磺酸鈉、α-烯烃磺酸鈉、硬脂酸鈉等。

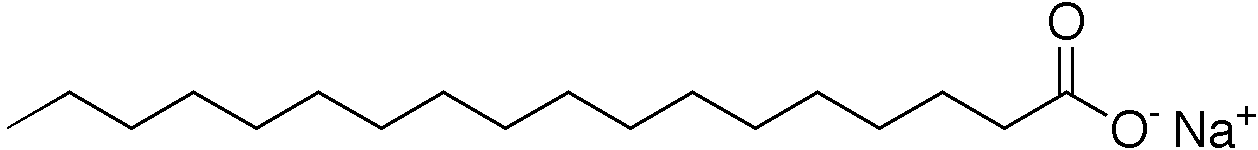
硬脂酸钠的鍵綫式。左為疏水端，右為親水端

## 製備

### 皂性清潔劑
肥皂是由皂化反應來製備的。把脂肪（甘油三硬脂酸酯）和鹼（氫氧化鈉等）混合來製備甘油和硬脂酸鹽（肥皂）。這反應成爲皂化反應。它其實是一種酯的加堿水解。之後，利用鹽析法把肥皂分離出來，此時肥皂應浮在溶液的表面。可以用氯化鈉等跟水親和力大的無機鹽來進行鹽析。

### 非皂性清潔劑
非皂性清潔劑是由從石油提煉出來的碳氫化合物製備而出。這些碳氫化合物首先由濃硫酸處理，然後加入氫氧化鈉水溶液製得。

## 用途
陰離子表面活性劑的製作工序簡單、成本不高，所以在產量和用量也很大。它們主要用來清潔、護膚、乳化，在日常應用和工業用途上有很大的價值。